# Trumanda fifiana
Trumanda fifiana är en fjärilsart som beskrevs av Paul Dognin 1911. Trumanda fifiana ingår i släktet Trumanda och familjen tandspinnare. Inga underarter finns listade i Catalogue of Life.